# Johanna Bundsen
Johanna Bundsen (* 3. Juni 1991 in Uddevalla) ist eine schwedische Handballtorhüterin, die dem Kader der schwedischen Nationalmannschaft angehört.

## Vereinskarriere
Johanna Bundsen begann das Handballspielen in ihrer Geburtsstadt bei GF Kroppskultur. 2007 schloss sie sich dem Verein IK Sävehof an. Mit Sävehof gewann sie 2009, 2010, 2011, 2012, 2013, 2014, 2015 und 2016 die Meisterschaft. Ab der Saison 2017/18 stand sie beim dänischen Erstligisten København Håndbold unter Vertrag. Mit København Håndbold gewann sie 2018 die dänische Meisterschaft. Ab dem September 2019 pausierte sie schwangerschaftsbedingt. Sie wurde als beste Torhüterin der Grundserie der Saison 2021/22 ausgezeichnet; 37 Prozent der 763 Torwürfe konnte sie abwehren. Zur Spielzeit 2022/23 kehrte Bundsen zurück zu IK Sävehof. Mit Sävehof gewann sie 2023 und 2024 sowohl die schwedische Meisterschaft als auch den schwedischen Pokal.
Bundsen wechselte im Sommer 2024 zum deutschen Bundesligisten HB Ludwigsburg, der die Bundesligalizenz von der SG BBM Bietigheim übernahm. Mit Ludwigsburg gewann sie 2025 sowohl die deutsche Meisterschaft als auch den DHB-Pokal. Seit dem Sommer 2025 steht sie beim französischen Erstligisten Metz Handball unter Vertrag.

## Auswahlmannschaften
Johanna Bundsen bestritt 168 Partien für Schweden. Bei der Europameisterschaft 2014 gewann sie mit Schweden die Bronzemedaille. Sie nahm an den Olympischen Spielen 2016 in Rio de Janeiro, an den Olympischen Spielen 2021 in Tokio sowie an den Olympischen Spielen 2024 in Paris teil.

## Sonstiges
Ihre Schwester Kristina spielt ebenfalls Handball in der höchsten schwedischen Spielklasse.